# Real Sugar
Real Sugar – singel szwedzkiego duetu Roxette. Został wydany w lipcu 2001 r. jako drugi promujący album Room Service.

## Lista utworów
- Real Sugar
- It Will Take a Long Long Time (Modern Rock version)
- Real Sugar (Shooting Star treatment)
- The Centre of the Heart (video)